# アメリカの戦争と外交政策
アメリカの戦争と外交政策（アメリカのせんそうとがいこうせいさく）では、アメリカ合衆国に関する戦争と外交政策を扱う。
「アメリカ合衆国が関与した戦争一覧」「アメリカ合衆国の外交政策」「アメリカ合衆国の外交史」も参照。

## 植民地形成から独立まで
- 1609年-1613年、1609年-1613年のポウハタン戦争。バージニア植民者は、アメリカ先住民であるポウハタン族インディアンとの和平協定を破棄して戦争し、植民者はインディアンから領土を奪った。
- 1622年、1622年のポウハタン戦争。バージニア植民者は、アメリカインディアンポウハタン族との和平協定を破棄して戦争し、植民者はインディアンの領土を奪った。
- 1637年、ピクォート戦争。マサチューセッツ植民者は、アメリカインディアンピクォート族との和平協定を破棄して戦争し、インディアンから領土を奪った。
- 1643年-1645年、キーフツ戦争。ニューヨーク植民者は、アメリカインディアンレナペ族との和平協定を破棄して戦争し、植民者はインディアンから領土を奪った。
- 1644年-1646年、1644年-1644年のポウハタン戦争。バージニア植民者は、アメリカインディアンポウハタン族との和平協定を破棄して戦争し、植民者はインディアンから領土を奪った。
- 1659年-1663年、エスパス戦争。ニューヨーク植民者は、アメリカインディアンエスパス族との和平協定を破棄して戦争し、植民者はインディアンから領土を奪った。
- 1675年-1676年、フィリップ王戦争。マサチューセッツ植民者、コネチカット植民者は、アメリカインディアンポダンク族、ニップマック族との和平協定を破棄して戦争し、植民者はインディアンから領土を奪った。
- 1675年-1676年、ベーコン戦争。バージニア植民者は、アメリカインディアンサスケハナ族との和平協定を破棄して戦争し、植民者はインディアンから領土を奪った。
- 1680年、プエブロ戦争。ニューメキシコ植民は、アメリカインディアンプエブロ族との和平協定を破棄して戦争し、植民者はインディアンから領土を奪った。
- 1711年-1715年、タスカローラ戦争。ノースカロライナ植民者は、アメリカインディアンタスカローラ族との和平協定を破棄して戦争し、植民者はインディアンから領土を奪った。
- 1715年-1716年、ヤマシー戦争。ジョージア植民者、フロリダ植民者は、アメリカインディアンヤマシー族との和平協定を破棄して戦争し、植民者はインディアンから領土を奪った。
- 1716年-1729年、ナチェス戦争。アラバマ植民者、ミシシッピ植民者、ルイジアナ植民者は、アメリカインディアンナチェス族との和平協定を破棄して戦争し、植民者はインディアンから領土を奪った。
- 1734年、チカソー戦争。ルイジアナ植民者は、アメリカインディアンチカソー族との和平協定を破棄して戦争し、植民者はインディアンから領土を奪った。
- 1759年-1761年、チェロキー戦争。バージニア植民者、ノースカロライナ植民者、サウスカロライナ植民者、テネシー植民者、アラバマ植民者は、アメリカインディアンチェロキー族との和平協定を破棄して戦争し、植民者はインディアンから領土を奪った。
- 1763年-1766年、ポンティアック戦争。オハイオ植民者、インディアナ植民者、ミシガン植民者、イリノイ植民者、ウィスコンシン植民者は、アメリカインディアンオタワ族、オジブワ族、ポタワトミ族、ショーニー族、ワイアンドット族、キカプー族、ピアンカショー族、ワー族、マイアミ族、マスコーテン族、レナペ族、ミンゴ族との和平協定を破棄して戦争し、植民者はインディアンから領土を奪った。
- 1773年-1774年、ダンモア戦争。オハイオ植民者は、アメリカインディアンイロコイ族との和平協定を破棄して戦争し、植民者はインディアンから領土を奪った。

## 独立戦争とインディアンの制圧
- 1775年4月-1783年11月、アメリカ独立戦争。イギリスのアメリカ大陸植民地は、宗主国イギリスに対して独立戦争を戦い独立を実現した。
- 1776年-1794年、チカマウガ戦争。アメリカ軍（ワシントン大統領）は、バージニア、ノースカロライナ、サウスカロライナ、ジョージア、ケンタッキー、テネシーのアメリカインディアンチカマウガ族との和平協定を破棄して戦争し、インディアンから領土を奪った。
- 1785年-1795年、ノースウエスト戦争。アメリカ軍（ワシントン大統領）は、ケンタッキー、オハイオ、インディアナ、ミシガン、イリノイ、ウィスコンシンのアメリカインディアンオタワ族、オジブワ族、ポタワトミ族、ショーニー族、ワイアンドット族、キカプー族、ピアンカショー族、ワー族、ウォバシュ族、カスカスキア族との和平協定を破棄して戦争し、インディアンから領土を奪った。
- 1811年-1813年、テカムセの戦争。アメリカ軍（マジソン大統領・民主共和党）は、インディアナ、ミシガンのアメリカインディアンショーニー族との和平協定を破棄して戦争し、インディアンから領土を奪った。
- 1812年-1814年、米英戦争。イギリス政府はアメリカを再び植民地化しようとして、イギリス軍がアメリカに侵攻したが、アメリカ軍はイギリス軍を撃退して独立を維持した。
- 1813年、ピオリア戦争。アメリカ軍（マジソン大統領・民主共和党）は、イリノイのアメリカインディアンポタワトミ族、キカプー族との和平協定を破棄して戦争し、インディアンから領土を奪った。
- 1813年-1814年、クリーク戦争。アメリカ軍（マジソン大統領・民主共和党）は、ジョージア、アラバマのアメリカインディアンクリーク族との和平協定を破棄して戦争し、インディアンから領土を奪った。
- 1816年-1818年、1616年-1818年のセミノール戦争。アメリカ軍（モンロー大統領・民主共和党）は、フロリダのアメリカインディアンセミノール族との和平協定を破棄して戦争し、インディアンから領土を奪った。
- 1827年、ウインネバーゴ戦争。アメリカ軍（アダムス大統領・連邦党）は、ウィスコンシンのアメリカインディアンポタワトミ族、スー族、ソーク族との和平協定を破棄して戦争し、インディアンから領土を奪った。
- 1832年、ブラック・ホーク戦争。アメリカ軍（ジャクソン大統領・民主共和党）は、ミシガン、イリノイのアメリカインディアンソーク族との和平協定を破棄して戦争し、インディアンから領土を奪った。
- 1835年-1842年、1835年-1842年のセミノール戦争。アメリカ軍（ジャクソン大統領・民主共和党、ハリソン大統領・ホイッグ党）は、フロリダのアメリカインディアンセミノール族との和平協定を破棄して戦争し、インディアンから領土を奪った。
- 1837年、オーセージ戦争。アメリカ軍（ヴァン・ビューレン大統領・民主共和党）は、ミズーリ、カンサス、オクラホマ、ネブラスカのアメリカインディアンオーセージ族との和平協定を破棄して戦争し、インディアンから領土を奪った。
- 1846年-1848年、米墨戦争。アメリカ議会（上院・下院とも民主党が多数派）は、当時メキシコ領だった、現在のアリゾナ、ユタ、ネバダ、カリフォルニアの全地域、ニューメキシコ、コロラド、ワイオミングの一部の地域の領有を目的としてメキシコに宣戦布告した。アメリカ軍（ポーク大統領・民主党）は、メキシコを侵略し、アリゾナ、ユタ、ネバダ、カリフォルニアの全地域、ニューメキシコ、コロラド、ワイオミングの一部の地域を併合した。
- 1848年-1855年、カイユース戦争。アメリカ軍（ポーク大統領・民主党、タイラー大統領・ホイッグ党、フィルモア大統領・ホイッグ党、ピアース大統領・民主党）は、オレゴン、ワシントンのアメリカインディアンカイユース族との和平協定を破棄して戦争し、インディアンから領土を奪った。
- 1855年-1856年、ローグリバー戦争。アメリカ軍（ピアース大統領・民主党）は、オレゴンのアメリカインディアンローグ族との和平協定を破棄して戦争し、インディアンから領土を奪った。
- 1855年-1858年、1855年-1858年のセミノール戦争。アメリカ軍（ピアース大統領・民主党）は、フロリダのアメリカインディアンセミノール族との和平協定を破棄して戦争し、インディアンから領土を奪った。
- 1855年6月-1858年9月、ヤカマ戦争。アメリカ軍（ピアース大統領・民主党）は、ワシントンのアメリカインディアンヤカマ族との和平協定を破棄して戦争し、インディアンから領土を奪った。
- 1858年5月、スポーカン・クーダレン・パルース戦争。アメリカ軍（ピアース大統領・民主党）は、ワシントンのアメリカインディアンスポーカン族、クーダレン族、パルース族、パイユート族との和平協定を破棄して戦争し、インディアンから領土を奪った。
- 1860年-1865年、カリフォルニア戦争。アメリカ軍（歴代大統領は、ブキャナン・民主党、リンカーン・共和党、ジョンソン・共和党）は、カリフォルニアのアメリカインディアンウィヨット族、ユーロク族、トロワ族、ノムラキ族、チマリコ族、ツナングー族、ホワイカット族、カラク族との和平協定を破棄して戦争し、インディアンから領土を奪った。
- 1861年-1864年、ナバホ戦争。アメリカ軍（ピアース大統領・民主党、リンカーン大統領・共和党）は、テキサス、ニューメキシコ、アリゾナのアメリカインディアンナバホ族との和平協定を破棄して戦争し、インディアンから領土を奪った。
- 1861年4月-1865年4月、南北戦争。バージニア、ノースカロライナ、サウスカロライナ、ジョージア、フロリダ、アラバマ、テネシー、アーカンソー、ミシシッピ、ルイジアナ、テキサス（民主党の州知事・民主党が多数派の州議会）は奴隷制度の廃止に反対して、アメリカ合衆国からの離脱とアメリカ南部連合の樹立を宣言した。アメリカ合衆国（リンカーン大統領・共和党）は、アメリカ合衆国からのアメリカ南部連合の離脱を阻止するために、アメリカ南部連合と南北戦争を開始した。アメリカ合衆国軍がアメリカ南部連合軍を軍事力で制圧し、アメリカ南部連合はアメリカ合衆国に降伏し、南北戦争は終結した。
- 1862年8月、スー戦争。アメリカ軍（リンカーン大統領・共和党）は、ミネソタ、ノースダコタ、サウスダコタのアメリカインディアンスー族との和平協定を破棄して戦争し、インディアンから領土を奪った。
- 1863年-1865年、コロラド戦争。アメリカ軍（リンカーン大統領・共和党、ジョンソン大統領・民主党）は、コロラドのアメリカインディアンコマンチ族、カイオワ族、アラパホー族、シャイアン族との和平協定を破棄して戦争し、インディアンから領土を奪った。
- 1863年1月-1886年9月、アパッチ戦争。アメリカ軍（歴代大統領は、リンカーン・共和党、ジョンソン・民主党、ヘイズ・共和党、ガーフィールド・共和党、アーサー・共和党、クリーブランド・民主党）は、テキサス、ニューメキシコ、アリゾナのアメリカインディアンアパッチ族との和平協定を破棄して戦争し、インディアンから領土を奪った。
- 1864年-1869年、ハラパイ戦争。アメリカ軍（歴代大統領は、リンカーン・共和党、ジョンソン・民主党、グラント・共和党）は、アリゾナのアメリカインディアンハラパイ族との和平協定を破棄して戦争し、インディアンから領土を奪った。
- 1866年11月-1868年11月、レッドクラウド戦争。アメリカ軍（ジョンソン大統領・民主党）は、ワイオミング、モンタナのアメリカインディアンスー族、シャイアン族との和平協定を破棄して戦争し、インディアンの居住地域を保証することになった。
- 1867年-1875年、コマンチ戦争。アメリカ軍（ジョンソン大統領・民主党、グラント大統領・共和党）は、コロラド、オクラホマ、カンサス、テキサス、ニューメキシコのアメリカインディアンコマンチ族、カイオワ族、アラパホー族、シャイアン族との和平協定を破棄して戦争し、インディアンから領土を奪った。
- 1872年11月-1873年6月 モードック戦争 -- アメリカ軍（グラント大統領・共和党）は、オレゴン、カリフォルニアのアメリカインディアンモードック族との和平協定を破棄して戦争し、インディアンから領土を奪った。
- 1874年6月-1875年6月、レッドリバー戦争。アメリカ軍（グラント大統領・共和党）は、テキサスのアメリカインディアンコマンチ族、シャイアン族、カイオワ族との和平協定を破棄して戦争し、インディアンから領土を奪った。
- 1876年-1877年、ブラックヒルズ戦争。アメリカ軍（グラント大統領・共和党）は、ノースダコタ、サウスダコタのアメリカインディアンスー族との和平協定を破棄してインディアンから領土を奪った。
- 1877年、ネ・ペルセ戦争。アメリカ軍（ヘイズ大統領・共和党）は、オレゴン、アイダホ、ワイオミング、モンタナのアメリカインディアンネ・ペルセ族との和平協定を破棄して戦争し、インディアンから領土を奪った。
- 1878年、バンノック戦争。アメリカ軍（ヘイズ大統領・共和党）は、アイダホ、ワイオミングのアメリカインディアンバンノック族との和平協定を破棄して戦争し、インディアンから領土を奪った。
- 1878年-1879年、シャイアン戦争。アメリカ軍（ヘイズ大統領・共和党）は、オクラホマのアメリカインディアンシャイアン族との和平協定を破棄してインディアンから領土を奪った。
- 1879年5月-1879年9月、シーピーター戦争。アメリカ軍（ヘイズ大統領・共和党）は、アイダホのアメリカインディアン西ショーショーニー族との和平協定を破棄してインディアンから領土を奪った。
- 1879年9月-1880年11月、ユテ戦争。アメリカ軍（ヘイズ大統領・共和党）は、ユタ、コロラド、ワイオミングのアメリカインディアンユテ族との和平協定を破棄してインディアンから領土を奪った。
- 1890年11月-1890年1月、パインリッジ戦争。アメリカ軍（ヘイズ大統領・共和党）は、サウスダコタのアメリカインディアンスー族との和平協定を破棄してインディアンから領土を奪った。

## 第二次世界大戦終結まで
- 1898年4月-1898年8月、米西戦争。アメリカ軍（マッキンリー大統領・共和党）は、スペイン軍と戦争した。戦争の結果、アメリカはプエルトリコ、フィリピン、グアムを領土として獲得し、キューバを保護国とした。
- 1899年2月-1902年4月、米比戦争。アメリカ軍（マッキンリー大統領・共和党）は、独立戦争を開始したフィリピン武装民兵に対して、独立を阻止するための武力行使を開始した。アメリカ軍は1902年4月までにフィリピン武装民兵を制圧して戦争は終結した。
- 1900年7月-1901年9月、義和団の乱への派兵。アメリカ軍（マッキンリー大統領・共和党）は、日本軍、ロシア軍、イギリス軍、フランス軍、イタリア軍、ドイツ軍、オーストリア・ハンガリー軍とともに清に侵攻（義和団事件または北清事変）し、清と和平条約を締約し清から軍を撤退した。
- 1902年、1902年のコロンビア領パナマ侵攻。アメリカ軍（ルーズベルト大統領・共和党）は、内戦中のコロンビアの反政府武装民兵を制圧するために、コロンビア領のパナマに侵攻した。
- 1906年-1909年、1906年-1909年のキューバ侵攻。アメリカ軍（ルーズベルト大統領・共和党）は、キューバの反政府武装民兵の制圧を目的としてキューバに侵攻し、1909年に撤退するまでキューバを占領統治した。
- 1912年7月-1933年1月、1912年-1933年のニカラグア侵攻。アメリカ軍（タフト大統領・共和党）は、アメリカに協力的な政権を樹立するために、1912年にニカラグアに侵攻し占領した。1933年までの占領統治期間に、アメリカ政府（歴代大統領は、タフト・共和党、ウイルソン・民主党、ハーディング・共和党、クーリッジ・共和党、フーバー・共和党、ルーズベルト・民主党）は、ニカラグアの政治・経済制度をアメリカに協力的な制度に変革し、反政府武装民兵を武力で制圧した。1933年、ニカラグア独立運動のアメリカ軍撤退の要求により、アメリカ軍（ルーズベルト大統領・民主党）は撤退した。
- 1914年4月-1914年11月、1914年のメキシコ侵攻。アメリカ軍（ウイルソン大統領・民主党）は、メキシコ革命戦争時に、アメリカ軍兵士がメキシコ政府軍に拘束されたことを経緯として、革命勢力を支持しメキシコ政府の打倒に協力する目的で、タンピコ港を攻撃し7か月間占領した。
- 1915年7月-1934年8月、1915年-1934年のハイチ侵攻。アメリカ軍（ウイルソン大統領・民主党）は、アメリカに協力的な政権を樹立するために、1915年7月にハイチに侵攻し占領した。1935年8月までの占領統治期間に、アメリカ政府（歴代大統領は、ウイルソン・民主党、ハーディング・共和党、クーリッジ・共和党、フーバー・共和党、ルーズベルト・民主党）は、ハイチの政治・経済制度をアメリカに協力的な制度に変革した。1935年8月、ハイチ独立運動のアメリカ軍撤退の要求により、アメリカ軍（ルーズベルト大統領・民主党）は撤退した。
- 1916年3月-1917年1月、1916年-1917年のメキシコ侵攻。アメリカ軍（ウイルソン大統領・民主党）は、メキシコ革命戦争時に、革命の指導者の一人であるパンチョ・ビリャの武装民兵がアメリカの民間人を殺害し、パンチョ・ビリャの武装民兵がニューメキシコ州に侵攻し民間人を殺害したことに対して、パンチョ・ビリャを討伐し武装民兵を掃討する目的でメキシコに侵攻したが、ビリャりの討伐も武装民兵の掃討も実現できずに撤退した。
- 1916年5月-1924年、1916年-1924年のドミニカ共和国侵攻。アメリカ軍（ウイルソン大統領・民主党）は、アメリカに協力的な政権を樹立するために、1916年5月にドミニカ共和国に侵攻し占領した。1924年までの占領統治期間に、アメリカ政府（ウイルソン大統領・民主党、ハーディング大統領・共和党、クーリッジ大統領・共和党）は、ドミニカ共和国の政治・経済制度をアメリカに協力的な制度に変革した。1924年、ドミニカ共和国は選挙で選出された政権を樹立し、アメリカ軍（クーリッジ大統領・共和党）は撤退した。
- 1917年4月-1918年11月、第一次世界大戦の米独戦争。アメリカは1914年7月の第一次世界大戦開戦以後も、議会と国民の反対により中立を継続し、アメリカの第一次世界大戦への関与はイギリス、フランスに対する武器・物資の供給に限定していたが、ドイツ軍がイギリス、フランスへの武器・物資を輸送するアメリカの貨物船を攻撃したことに対し、アメリカ議会（上院は民主党・下院は共和党が多数派）は、ドイツに対して宣戦布告し、アメリカ軍（ウイルソン大統領・民主党）は、第一次世界大戦のヨーロッパ戦線に参戦した。1918年9月、ブルガリアは協商国に降伏、1918年10月、オスマン帝国が協商国に降伏、1918年11月、ドイツ、オーストリア・ハンガリーが協商国に降伏し、第一次世界大戦は終結し、アメリカ軍（ウイルソン大統領・民主党）は、ヨーロッパ戦線から撤退した。
- 1918年8月-1919年8月、シベリア出兵。アメリカ政府（ウイルソン大統領・民主党）は、日本、イギリス、フランスとともに、ロシア革命で成立した共産主義政権がドイツと和平協定を成立させて第一次世界大戦から離脱し、ドイツが西部戦線の戦力を増強したことに対して、非共産主義勢力の政権を樹立し、ロシアとドイツの東部戦線を復活させることを目的として、ロシアのシベリアに派兵した。1919年にドイツで革命が発生しドイツと連合国との戦争が終結し、シベリア出兵の目的も消失したので、アメリカ軍（ウイルソン大統領・民主党）は、イギリス軍、フランス軍とともにロシアのシベリアから撤退した。
- 1941年12月-1945年8月、太平洋戦争（第二次世界大戦の米日戦争）。アメリカは1939年9月の第二次世界大戦開戦以後も、議会と国民の反対により中立を継続し、アメリカの第二次世界大戦への関与はイギリス、ソ連に対する武器・物資の供給に限定していたが、日本がアメリカ・ハワイの真珠湾を攻撃し、アメリカ議会（上院・下院とも民主党が多数派）は日本に宣戦布告し、アメリカ軍は第二次世界大戦の太平洋戦線に参戦した。1942年に米本土を爆撃されアラスカの一部を占領されるなど1943年中盤までは劣勢であったが、1945年2月には、アメリカ軍（ルーズベルト大統領・民主党、トルーマン大統領・民主党）は、日本の都市を焼夷弾で攻撃し、広島と長崎を原子爆弾で攻撃し、非戦闘員の市民を大量に殺害した。1945年8月、日本政府は連合国に降伏し、日本とアメリカ、イギリス、フランス、オランダ、オーストラリア、中国、ソ連、その他の連合国との戦争、第二次世界大戦のアジア太平洋地域の戦争が終了した。
- 1941年12月-1945年5月、第二次世界大戦の米独戦争。日本がアメリカ・ハワイの真珠湾を攻撃し、アメリカ議会（上院・下院とも民主党が多数派）は日本に宣戦布告した結果、ドイツはアメリカに宣戦布告、アメリカ議会もドイツに宣戦布告し、アメリカ軍は第二次世界大戦のヨーロッパ戦線に参戦した。1945年2月-5月、アメリカ軍（ルーズベルト大統領・民主党、トルーマン大統領・民主党）は、ドイツのドレスデン、その他の都市に対する空爆・焼夷弾攻撃で非戦闘員の市民を大量に殺害した。1945年5月、ドイツは連合国に降伏し、ドイツとソ連、アメリカ、イギリス、フランス、その他の連合国との戦争、第二次世界大戦のヨーロッパ地域の戦争が終了した。
- 1941年12月-1943年9月、第二次世界大戦の米伊戦争。日本がアメリカ・ハワイの真珠湾を攻撃し、アメリカ議会（上院・下院とも民主党が多数派）は日本に宣戦布告した結果、イタリアはアメリカに宣戦布告、アメリカ議会もイタリアに宣戦布告し、アメリカ軍は第二次世界大戦のヨーロッパ戦線に参戦した。1943年9月、イタリアは国民がファシスト党政権を打倒して臨時政府を樹立して連合国に降伏し、イタリアとアメリカ、イギリス、フランス、ユーゴスラビア、その他の連合国との戦争が終了した。イタリア北部はドイツ軍とドイツ軍が支援するファシスト党の支配下にあり、イタリアは連合国に参加してドイツに宣戦布告した。

## 冷戦期
- 1950年6月-1953年7月、朝鮮戦争。アメリカ軍（トルーマン大統領・民主党）は、イギリス軍、フランス軍、その他の連合国軍とともに、韓国に侵攻した北朝鮮軍を韓国から排除することを目的として、朝鮮戦争に介入し朝鮮半島に侵攻した。朝鮮半島の戦闘は韓国軍・連合国軍と北朝鮮軍・中国軍の占領地の争奪の繰り返しで消耗戦になった。1953年7月に韓国政府、アメリカ政府（アイゼンハワー大統領・共和党）、イギリス政府、フランス政府、その他の連合国政府、北朝鮮政府、中国政府の停戦協定が成立し、朝鮮戦争は“停戦”した（終結してはいない）。
- 1958年7月-1958年10月、1958年のレバノン派兵。アメリカ政府（アイゼンハワー大統領・共和党）は、西欧諸国との協力関係を求めるシャムーン大統領とキリスト教徒と、アラブ諸国との協力関係を求めるラシドカラミ主張とイスラム教徒の対立紛争を収束するために治安維持部隊を派兵した。
- 1961年4月、キューバ侵攻・ピッグス湾事件。アメリカ政府（ケネディ大統領・民主党）は、キューバのカストロ政権の打倒と、アメリカに協力的な政権の樹立を目的に、亡命キューバ人に武器と資金を供給し、キューバへの軍事侵攻をアメリカ軍が背後から支援した。
- 1961年11月-1973年3月、ベトナム戦争。アメリカ政府（ケネディ大統領・民主党）は、1961年11月、南ベトナムとアメリカに協力的な南ベトナムのゴ・ディン・ディエム政権を、北ベトナムと南ベトナム解放戦線から保護し、南ベトナムの共産主義体制化の抑止と、ベトナムの共産主義体制化によりベトナムを基点に東南アジア諸国が共産主義体制化することを抑止するために、南ベトナムに空軍と軍事顧問団を派遣し、1962年2月、ベトナムに軍事援助司令部を設置し、ベトナム戦争へのアメリカの軍事介入を開始し、南ベトナム解放戦線とその支配地域に対して通常爆弾・焼夷弾・枯葉剤などを使用した攻撃、空爆を命じた。1964年8月、アメリカ議会（上院・下院とも民主党が多数派）は、北ベトナムに対する宣戦布告を可決し、アメリカ軍は北ベトナムの海軍基地に対する攻撃を開始した。アメリカ軍（ジョンソン大統領・民主党）は、1965年2月に北ベトナムに対する空爆を開始し、1965年3月に南ベトナムに対する陸軍・海兵隊の投入を開始し、アメリカ軍（ジョンソン大統領・民主党、ニクソン大統領・共和党）は北ベトナムの都市に対する焼夷弾攻撃、ジャングルへの枯葉剤散布で非戦闘員の市民を大量に殺害し、停戦協定成立の1973年1月まで継続して行った。1973年1月、アメリカ政府（ニクソン大統領・共和党）と、北ベトナム政府、南ベトナム政府、南ベトナム民族解放戦線との和平協定が成立した。アメリカ軍は協定成立直後から撤退を開始し、1973年3月にベトナムから撤退を完了した。
- 1965年4月 -1966年7月、1965年-1966年のドミニカ共和国派兵。アメリカ軍（ジョンソン大統領・民主党）は、内戦中のドミニカ共和国に、ドミニカ共和国の治安維持と国民の保護を目的として侵攻した。
- 1970年4月-1970年6月、カンボジア侵攻。アメリカ軍（ニクソン大統領・共和党）は、南ベトナム民族解放戦線、北ベトナム軍の補給路を遮断するためカンボジアに侵攻した。
- 1971年2月-1970年6月、ラオス侵攻。アメリカ軍（ニクソン大統領・共和党）は、南ベトナム民族解放戦線、北ベトナム軍の補給路を遮断するためラオスに侵攻した。
- 1982年8月-1984年2月、1982年-1984年のレバノン派兵。アメリカ軍（レーガン大統領・共和党）は、イギリス軍、フランス軍とともに、レバノン内戦中にレバノン政府がPLOを国外退去させた後のパレスチナ難民の保護を目的として、レバノンに治安維持部隊を派遣した。1983年12月、アメリカ軍は、レバノンに治安維持部隊として展開しているアメリカ軍の航空機がシリア軍に攻撃・撃墜されたことに対して、レバノンに侵攻しているシリア軍基地を攻撃し破壊した。ヒズボラのアメリカ大使館爆破事件、アメリカ軍北爆破事件で国民の撤退要求が高まり、アメリカ軍（レーガン大統領・共和党）は、レバノンから撤退した。
- 1983年9月-1984年4月、1983年-1984年のニカラグア空爆。アメリカ軍（レーガン大統領・共和党）は、アメリカに協力的なソモサ親子の独裁政権を打倒したサンディニスタ民族解放戦線（FSLN）の政権を打倒し、アメリカに協力的な政権を再び樹立するために、民間武装勢力コントラに資金・武器を支援して、サンディニスタ民族解放戦線の政府軍との内戦を支援し操るとともに、アメリカ軍が直接軍事介入してニカラグアを空爆した。
- 1983年10月、グレナダ侵攻。アメリカ軍（レーガン大統領・共和党）は、グレナダに侵攻し、ソ連、キューバに協力的な軍事政権を打倒し、親米政権を樹立し、グレナダ軍を武装解除した。
- 1986年4月、リビア空爆。アメリカ軍（レーガン大統領・共和党）は、リビアがアメリカの旅客機を爆破したことに対する制裁でリビアを空爆した。
- 1988年7月、イラン航空機撃墜事件。アメリカ軍（レーガン大統領・共和党）の海軍艦船ビンセンスはペルシャ湾を航行中に、イランからアラブ首長国連邦へ飛行中だったイラン航空の旅客機を軍用機と誤認してミサイルで攻撃して撃墜し、乗客と乗員290人が死亡した。
- 1989年12月、1989年のパナマ侵攻。アメリカ軍（ブッシュ大統領・共和党）は、パナマに侵攻し、ノリエガ政権を打倒し、パナマ軍を武装解除した。アメリカ政府はノリエガ将軍の身柄を拘束し、麻薬密輸の罪でアメリカ国内で訴追した。裁判所はノリエガ被告人に懲役40年の判決（後に30年に減刑された）を出した。その後ノリエガは2007年9月9日に釈放されたがフランスでマネーロンダリングの容疑で禁錮10年を言い渡されて収監、2011年12月11日にパナマへ送還されて22年ぶりに帰国、パナマの刑務所に収監された。

## 冷戦後
- 1991年1月-1991年3月、湾岸戦争。アメリカ軍（ブッシュ大統領・共和党）は、イギリス軍、フランス軍、他の多国籍軍とともに、クウェートを占領しているイラク軍をクウェートから排除することを目的としてクウェートに侵攻し、湾岸戦争を開始した。アメリカ軍、イギリス軍、フランス軍、その他の多国籍軍はクウェートからイラク軍を排除し、アメリカ政府、イギリス政府、フランス政府、その他の多国籍軍の政府とイラク政府との停戦協定が成立し、湾岸戦争は停戦した。
- 1992年12月-1994年3月、ソマリア派兵。アメリカ軍（ブッシュ大統領・共和党）は、内戦中のソマリアの治安維持と国民の保護を目的にソマリアに侵攻した。アメリカ軍は部族紛争に対応できず、ソマリアの治安維持と国民の保護を目的を達成できず、アメリカ軍兵士が武装民兵に殺害されたので、アメリカ軍（クリントン大統領・民主党）は、ソマリアから撤退した。
- 1993年1月、イラク空爆。アメリカ軍（ブッシュ大統領・共和党）は、湾岸戦争の停戦条件で規定されたイラクの大量破壊兵器廃棄義務に対する違反行為の疑いを理由として空爆を行った。
- 1993年6月、イラク空爆。アメリカ軍（クリントン大統領・民主党）は、湾岸戦争の停戦条件で規定されたイラクの大量破壊兵器廃棄義務に対する違反行為の疑いを理由として空爆を行った。
- 1994年9月-1995年3月、1994年-1995年のハイチ派兵。アメリカ軍（クリントン大統領・民主党）は、内戦中のハイチ内戦の治安維持と国民の保護を目的としてハイチに侵攻した。
- 1995年8月-1995年9月、ボスニア・ヘルツェゴビナ空爆。アメリカ軍（クリントン大統領・民主党）は、イギリス軍、フランス軍、その他のNATO加盟国軍は、ボスニア・ヘルツェゴビナ紛争中のボスニア・ヘルツェゴビナのクロアチア人、イスラム教徒をセルビア軍とセルビア人武装民兵の武力攻撃・ジェノサイドから保護する目的で、ボスニア・ヘルツェゴビナを空爆した。
- 1996年9月、イラク空爆。アメリカ軍（クリントン大統領・民主党）は、湾岸戦争の停戦条件で規定されたイラクの大量破壊兵器廃棄義務に対する違反行為の疑いと、イラク政府軍のクルド人自治区への武力攻撃に対する制裁を理由として空爆を行った。
- 1998年8月、スーダン空爆。アメリカ政府（クリントン大統領・民主党）は、ケニア、タンザニアのアメリカ大使館がアル・カーイダにより爆破されたことに対して、スーダンがアル・カーイダに訓練基地を提供していると認識し、アル・カーイダの訓練基地を破壊するという理由で、スーダンを空爆した。スーダン政府はアメリカ大使館爆破の時点以前にアル・カーイダを国外に退去させていたので、アメリカ軍に攻撃された場所はアル・カーイダの訓練基地ではなく医薬品と飲食品を製造する工場だった。
- 1998年8月、アフガニスタン空爆。アメリカ政府（クリントン大統領・民主党）は、ケニア、タンザニアのアメリカ大使館がアル・カーイダにより爆破されたことに対して、アフガニスタンがアル・カーイダに訓練基地を提供していると認識し、アル・カーイダの訓練基地を破壊するという理由で、アフガニスタンを空爆した。
- 1998年12月、イラク空爆。アメリカ軍（クリントン大統領・民主党）は、湾岸戦争の停戦条件で規定されたイラクの大量破壊兵器廃棄義務に対する違反行為の疑いを理由として空爆を行った。
- 1999年3月、コソボ空爆。アメリカ軍（クリントン大統領・民主党）は、コソボ紛争中のセルビアのコソボ自治州のアルバニア人をセルビア軍とセルビア人武装民兵の武力攻撃から保護する目的で、セルビアのコソボ自治州を空爆した。空爆の過程で在セルビアの中国大使館が誤認により攻撃され、大使館員が死傷した。
- 2001年2月、イラク空爆。アメリカ軍（ブッシュ大統領・共和党）は、湾岸戦争の停戦条件で規定されたイラクの大量破壊兵器廃棄義務に対する違反行為の疑いを理由として空爆を行った。
- 2001年10月 -（2018年11月現在継続中）、アフガニスタン戦争。アメリカ政府（ブッシュ大統領・共和党）は、アフガニスタンのタリバーン政権がアル・カーイダに訓練基地を提供していると認識し、アル・カーイダの訓練基地を破壊し、タリバーン政権を打倒して、アフガニスタンにアメリカに敵対しない政権を樹立することを目的として、アフガニスタンに軍を侵攻させ、タリバーン政権を打倒した。
- 2003年3月 -2011年12月、イラク戦争。アメリカ政府（ブッシュ大統領・共和党）は、イラクのフセイン政権が大量破壊兵器を開発・配備し、国連の査察に非協力的な態度であり、非軍事的な手段ではイラクの大量破壊兵器を破棄できないと認識し、武力行使でイラクの大量破壊兵器を破棄し、フセイン政権を打倒して、アメリカに敵対的でない政権を樹立することを目的として、イラクに軍を侵攻させ、フセイン政権を打倒した。正規軍同士の戦闘は2003年中に終了し、同年5月にアメリカ政府（ブッシュ大統領・共和党）により「大規模戦闘終結宣言」が出たが、アメリカが指摘した大量破壊兵器の発見に至らず、さらにイラク国内の治安悪化が問題となり、戦闘は続行した。2010年8月31日にアメリカ政府（オバマ大統領・民主党）により改めて「戦闘終結宣言」と『イラクの自由作戦』の終了が宣言され、翌日から米軍撤退後のイラク単独での治安維持に向けた『新しい夜明け作戦』が始まった。 そして2011年12月14日、米軍の完全撤収によってアメリカ政府（オバマ大統領・民主党）が、イラク戦争の終結を正式に宣言した。
- 2003年8月-2003年9月、リベリア派兵。アメリカ政府（ブッシュ大統領・共和党）は、内戦中のリベリアの治安維持と国民の保護を目的としてリベリアに治安維持軍を派兵した。
- 2003年2月-2003年6月、2003年のハイチ派兵。アメリカ政府（ブッシュ大統領・共和党）は、内戦中のハイチ内戦の治安維持と国民の保護を目的としてハイチに治安維持軍を派兵した。
- 2007年1月、ソマリア空爆。アメリカ軍（ブッシュ大統領・共和党）は、1998年のケニア、タンザニアの大使館爆破事件の実行者に対する掃討作戦でソマリアを空爆した。
- 2011年3月 - 2011年10月、2011年リビア内戦。アメリカ軍（オバマ大統領・民主党）は“リビアの民主化支援”を名目にリビアへ巡航ミサイル攻撃を行なっている。
- 2014年8月-（2018年11月現在継続中）、対ISIL戦争。アメリカ軍（オバマ大統領・民主党）はイラク領内では2014年8月8日に、シリア領内では9月22日にイスラム国を標的とした空爆を始め、2017年3月までの間に2万回を超す爆撃を行った。[1][2]米国と連合軍の空爆は、特に2018年4月のアメリカ軍（トランプ大統領・共和党）とイギリスとフランスの3カ国合同によるミサイルによるドゥーマ化学攻撃の後、アサド政府に対してシリアで継続している。[3]
- 上記のアメリカの戦争の歴史に関する備考
  - 民主共和党、ジェファーソン共和党は民主党の前身である。
  - 連邦党、ホイッグ党は共和党の前身である。

## 独立戦争 - インディアンとの戦争終結までの外交政策
- 1776年、アメリカ独立宣言・アメリカ合衆国建国。イギリスのアメリカ大陸植民地連合は宗主国のイギリスに対して独立を宣言し、13の植民地連合が構成するアメリカ合衆国を建国した。
- 1783年、ミシシッピ川東部地域の併合。アメリカ政府は、イギリスからミシシッピ川の東側の植民地、オハイオ、インディアナ、ミシガン、イリノイ、ウィスコンシン、ケンタッキー、テネシー、アラバマ、ミシシッピの全域、ミネソタの一部をイギリスに割譲させ併合した。
- 1803年、ミシシッピ川西部地域の購入。アメリカ政府（ジェファーソン大統領・ジェファーソン共和党）は、フランスからミシシッピ川の西側の植民地、アーカンソー、ミズーリ、アイオワ、オクラホマ、カンサス、ネブラスカ、サウスダコタの全域、ルイジアナ、ミネソタ、ノースダコタ、モンタナ、ワイオミング、コロラドの一部を購入し併合した。
- 1818年、中北部の併合。アメリカ政府（モンロー大統領・民主共和党）は、ミネソタ、モンタナの一部をイギリスに割譲させ併合した。
- 1819年、フロリダの併合。アメリカ政府（モンロー大統領・民主共和党）は、フロリダの全域、ミシシッピ、ルイジアナの一部をスペインに割譲させ併合した。
- 1845年2月、南西部の併合。アメリカ議会（上院はホイッグ党が多数派、下院は民主党が多数派）は、アメリカがテキサス全域、ニューメキシコ、コロラドの一部を併合することを可決し、ポーク大統領（民主党）が署名した。1845年12月 アメリカ政府（ポーク大統領・民主党）は、テキサス全域、ニューメキシコ、コロラドの一部を併合した。
- 1846年、北西部太平洋岸の併合。アメリカ政府（ポーク大統領・民主党）は、アイダホ、オレゴン、ワシントンの全域、ワイオミング、モンタナの一部をイギリスに割譲させ併合した。
- 1848年、南西部太平洋岸の併合。アメリカ政府（ポーク大統領・民主党）は、カリフォルニア、ネバダ、ユタの全域、アリゾナ、ニューメキシコ、コロラド、ワイオミングの一部を割譲させ併合した。
- 1853年、南西部メキシコ国境地帯の購入。アメリカ政府（ピアース大統領・民主党）は、アリゾナ、ニューメキシコの一部をメキシコから購入し併合した。
- 1867年4月、アラスカ購入。アメリカ政府（ジャクソン大統領・共和党）は、アラスカをロシアから購入し併合した。

## 第二次世界大戦終結までの外交政策
- 1898年7月、ハワイ併合。アメリカ議会（上院・下院とも共和党が多数派）は、アメリカがハワイを併合することを可決し、マッキンリー大統領（共和党）が署名した。1900年2月 アメリカ政府（マッキンリー大統領・共和党）はハワイを併合した。
- 1903年11月、パナマ独立の支援。アメリカ政府（ルーズベルト大統領・共和党）は、パナマ運河の建設、アメリカによる運河の通航管理、パナマのコロンビアからの独立、アメリカに協力的な政権の樹立を目的として、パナマの独立運動を支援し操り、パナマの独立宣言に対して、パナマを国家として承認した。
- 1905年9月、日露戦争の和平調停。アメリカ政府（ルーズベルト大統領・共和党）は、日露戦争の停戦・講和条約成立を調停した。
- 1913年、フィリピンの自治の承認。アメリカ議会（上院・下院とも民主党が多数派）は、独立を求めるフィリピンに対してフィリピンの自治を承認した。
- 1917年、ヴァージン諸島の購入。アメリカ政府（ウイルソン大統領・民主党）は、バージン諸島をデンマークから購入し併合した。
- 1919年6月、ヴェルサイユ条約に署名。アメリカ政府（ウイルソン大統領・民主党）は、他の第一次世界大戦の交戦国とともに、ベルサイユ講和条約に署名した。
- 1920年1月、ヴェルサイユ条約を批准。アメリカ議会上院（共和党が多数派）は、他の第一次世界大戦の交戦国の議会とともに、ベルサイユ講和条約を批准し、条約は発効した。
- 1920年3月、国際連盟の設立。アメリカ政府（ウイルソン大統領・民主党）は、他の40か国の政府とともに、戦争の抑止と多国間の対話による交渉の場として国際連盟を設立した。
- 1920年3月-1939年9月、国際連盟への未加盟。アメリカ議会上院（多数派は、国際連盟設立時1920年3月-1933年3月4日は共和党、1933年3月4日-第二次世界大戦発生時1939年9月は民主党）は、国際連盟への加盟を批准しなかった。国際連盟はアメリカが加盟することなく、第二次世界大戦の発生で崩壊した。
- 1934年、フィリピンの独立の承認。アメリカ議会（上院・下院とも民主党が多数派）は、独立を求めるフィリピンに対して10年後のフィリピンの独立を承認した。第二次世界大戦中の日本の占領の結果、実際の独立は1946年になった。
- 1940年9月、日本に対する石油と鉄鉱石の輸出制限。アメリカ政府（ルーズベルト大統領・民主党）は、フランス領インドシナ植民地北部への日本軍の進駐に対して、石油と鉄鉱石の輸出を制限する経済制裁を発動した。
- 1941年7月、日本に対する石油と鉄鉱石の輸出禁止。アメリカ政府（ルーズベルト大統領・民主党）は、フランス領インドシナ植民地南部への日本軍の進駐に対して、日本に対する石油と鉄鉱石の輸出を全面的に禁止する経済制裁を発動し、アメリカ国内の日本の資産を接収した。
- 1941年11月、日本に対するハル・ノートの提案。アメリカ政府（ルーズベルト大統領・民主党）は、日本政府に対して、中国における経済的権益の放棄と中国大陸からの日本軍の撤退を要求する交渉案（ハル・ノート）を提案した。
- 1945年2月、ヤルタ会談でソ連に対日参戦を要請。アメリカ政府（ルーズベルト大統領・民主党）は、ヤルタ会談でリトアニア、ラトビア、エストニア（バルト三国）のソ連への併合を容認し、ソ連に日本との戦争への参戦を要請し、参戦の見返りとして南サハリン、千島列島のソ連への併合を容認した。21日、メキシコ市チャプルテペックで米州特別会議を開催。この会議で南北アメリカ大陸における集団的自衛権を定めた「米州の連帯と相互援助に関する宣言」（通称「チャプルテペック憲章」）を採択。

## 冷戦期の外交政策
- 1945年5月、ドイツ西南部の占領統治を開始。アメリカ軍（トルーマン大統領・民主党）は、ドイツ西南部の占領統治を開始した。イギリスはドイツの北西部、フランスはドイツとフランスの国境周辺部、ソ連はドイツ東部の占領統治を開始した。1955年5月の占領統治終了までの間に、ナチズムの復活と周辺国に対する戦争の再発を抑止するための体制改革を行い、ナチス政権の政府と軍の責任者を訴追するニュルンベルク国際軍事裁判を開催した。
- 1945年8月、日本の占領統治開始。アメリカ軍（トルーマン大統領・民主党）は、日本の占領統治を開始した。1952年4月28日の占領終了・日米国交回復までの期間に、日本の政府と軍の責任者を訴追する極東国際軍事裁判を開催し、財閥解体、農地改革（小作農家制度の廃止）、新憲法制定などの体制改革を行った。
- 1945年9月、朝鮮半島南部の占領統治。アメリカ軍（トルーマン大統領・民主党）は、朝鮮半島南部を1948年8月の大韓民国建国まで、ソ連軍は朝鮮半島北部を、1949年9月の朝鮮民主主義人民共和国建国まで占領した。
- 1945年10月、国際連合の設立と加盟。アメリカ政府（トルーマン大統領・民主党）は、他の50か国の政府とともに、国際連合憲章に署名し、議会上院（民主党が多数派）が批准し、アメリカは国際連合に加盟した。
- 1945年11月、ニュルンベルク裁判の開催。アメリカ政府（トルーマン大統領・民主党）と第二次世界大戦の連合国の各国の政府は、ドイツが侵略戦争を計画し実行したことおよび通常の戦争犯罪と人道に対する犯罪について、政府と軍の責任者を訴追し裁く、連合国によるニュルンベルク国際軍事裁判を開始した。ニュルンベルク国際軍事裁判ではドイツの政府・軍の責任だけが訴追され裁かれ、ドイツの民間人に対するアメリカ軍の空爆による大量殺害も、ソ連軍が降伏し武装解除された元兵士や民間人を拘束して強制連行し、シベリアで強制労働させたシベリア抑留などの、連合国側の人道に対する罪は不問にされた。
- 1946年、陸軍米州学校を陸軍南方軍本部（パナマ）内に設置。
- 1946年4月、極東国際軍事裁判の開催。アメリカ政府（トルーマン大統領・民主党）と第二次世界大戦の連合国の各国の政府は、日本が侵略戦争を計画し実行したことおよび通常の戦争犯罪と人道に対する犯罪について、政府と軍の責任者を訴追し裁く、連合国による極東国際軍事裁判を開始した。極東国際軍事裁判では日本の政府・軍の責任だけが訴追され裁かれ、日本の民間人に対するアメリカ軍の燃焼爆弾・核爆弾の空爆による大量殺害も、ソ連軍が降伏し武装解除された元兵士や民間人を拘束して強制連行し、シベリアで強制労働させたシベリア抑留などの、連合国側の人道に対する罪は不問にされた。
- 1946年9月-1947年9月、財閥解体と地主小作制度廃止。アメリカ政府（トルーマン大統領・民主党）は、日本の大企業が軍国主義に協力したという認識に基づき、軍国主義の復活を予防するために、大企業を分割する財閥解体、および、農業の地主・小作制度を廃止する農地改革を実施した。
- 1946年10月、ニュルンベルク裁判で有罪判決と刑の執行。連合国の占領行政機関が設置したニュルンベルク国際軍事裁判が終了し、政府・軍の責任者に対して、死刑12人、終身刑3人、有期刑4人の判決をした。
- 1946年11月、日本国憲法制定と発効。アメリカ政府（トルーマン大統領・民主党）は、日本の軍国主義の復活の予防を目的として、日本政府に対して大日本帝国憲法を改正した新憲法制定を指示し、日本政府の憲法改正原案に干渉し、アメリカ政府の意見を盛り込んだ日本国憲法を制定した。1947年5月のアメリカの占領統治下で、国民主権、成人男女が選挙権を持ち、一定年齢以上の成人男女が被選挙権を持つ民主的政治制度、天皇が政治的実権を持たない象徴天皇制、国際平和の追求、国際紛争を解決する手段としての戦争の放棄と交戦権の否認と武力の不保持、各種の基本的人権の尊重と保護を規定した日本国憲法が施行された。
- 1947年11月、国連総会のパレスチナ分割決議の支援。アメリカ政府（トルーマン大統領・民主党）は、国連総会において、パレスチナをユダヤ人居住区とパレスチナ人居住区に分割し、エルサレムは国連の管理とするパレスチナ分割決議の採択を支援した。
- 1948年5月、国連総会のイスラエル建国承認の支援。アメリカ政府（トルーマン大統領・民主党）は、国連総会において、イスラエルの建国の承認を支援し、イスラエルを国家として承認した。
- 1948年8月、大韓民国の建国の支援。アメリカ政府（トルーマン大統領・民主党）は、アメリカが占領していた朝鮮半島南部において大韓民国の建国を支援した。ソ連は占領統治していた朝鮮半島北部に朝鮮民主主義人民共和国を建国を支援した。
- 1948年11月、極東国際軍事裁判で有罪判決と刑の執行。連合国の占領行政機関が設置した極東国際軍事裁判が終了し、政府・軍の責任者に対してA級戦犯（戦争を起こした罪に対する訴追）死刑7人、終身刑16人、有期刑2人の判決をした。B級戦犯（通常の戦争犯罪に対する訴追）、C級戦犯（人道犯罪に対する訴追）に対する訴追・裁判も日本および東アジアの各地で実施され、約1000人に死刑判決をした。1948年12月、連合国の占領行政機関は極東国際軍事裁判でA級戦犯として死刑判決を受けた7人の死刑を執行した。
- 1949年4月、北大西洋条約機構（NATO）の設立。アメリカ政府（トルーマン大統領・民主党）は、カナダ、イギリス、フランス、イタリア、ポルトガル、オランダ、ベルギー、ルクセンブルク、アイスランド、ノルウェー、デンマーク、各国政府と北大西洋条約機構（NATO）に署名した。1952年にギリシャ、トルコ、1955年に西ドイツ、1982年にスペイン、1990年にドイツ、1999年にチェコ、ハンガリー、ポーランド、2004年にブルガリア、エストニア、ラトビア、リトアニア、ルーマニア、スロバキア、スロベニアが加盟した。
- 1949年7月、第一次中東戦争のイスラエルの占領地拡大を黙認。アメリカ政府（トルーマン大統領・民主党）と議会（上院・下院とも民主党が多数派）は、第一次中東戦争の結果として、イスラエルが1947年のパレスチナ分割決議で承認された、ヨルダン川西岸地区のパレスチナ人居住区の一部と西エルサレムに支配地域を拡大したことを黙認した。
- 1949年5月、ドイツ連邦共和国（西ドイツ）の建国を支援。アメリカ、イギリス、フランスは占領していたドイツ西部にドイツ連邦共和国の建国を支援した。ソ連は占領統治していたドイツ東部にドイツ民主共和国を建国した。
- 1951年9月、サンフランシスコ講和条約の署名と批准。アメリカ政府（トルーマン大統領・民主党）はソ連、中国、東欧諸国を除く連合国政府、日本政府とともにサンフランシスコ講和条約に署名し、議会上院（民主党が多数派）が批准した。
- 1951年9月、旧日米安全保障条約の署名と批准。アメリカ政府（トルーマン大統領・民主党）と日本政府は日本国とアメリカ合衆国との間の安全保障条約に署名し、議会上院（民主党が多数派）が批准した。
- 1953年8月、イランのモサッデグ政権打倒。アメリカ政府（アイゼンハワー大統領・共和党）は、イランのモサッデグ首相が石油産業を国営化したことに対して、アメリカに協力的なパーレビ国王の王政樹立を目的に、アメリカに協力的な軍人がアメリカからの支援を受けてクーデターを起こし、モサッデグ政権を打倒してパーレビ王政を樹立した。
- 1955年5月、ドイツ連邦共和国の占領統治終了と主権回復。ドイツ連邦共和国はアメリカ、イギリス、フランスの占領統治下から完全な主権を回復し、北大西洋条約機構に加盟した。ソ連が占領統治していたドイツ民主共和国も主権を回復した。
- 1956年11月、第二次中東戦争のイスラエルの占領地の返還を勧告。アメリカ政府（アイゼンハワー大統領・共和党）は、ソ連政府とともに、第二次中東戦争の結果として、イスラエル軍、イギリス軍、フランス軍がシナイ半島とスエズ運河を占領したことに対して、イスラエル、イギリス、フランスにシナイ半島とスエズ運河からの撤退、シナイ半島とスエズ運河のエジプトへの返還を勧告し、イスラエル軍、イギリス軍、フランス軍はシナイ半島とスエズ運河から撤退し、シナイ半島とスエズ運河をエジプトに返還し、スエズ運河の通航管理権はエジプト政府の管轄になった。
- 1960年9月、日本国とアメリカ合衆国との間の相互協力及び安全保障条約の署名と批准。アメリカ政府（アイゼンハワー大統領・共和党）と日本政府は1951年に締結した日本国とアメリカ合衆国との間の安全保障条約を改定した、日本国とアメリカ合衆国との間の相互協力及び安全保障条約に署名し、議会上院（民主党が多数派）が批准した。
- 1961年1月、キューバと国交断絶。アメリカ政府（アイゼンハワー大統領・共和党）は、キューバのカストロ政権に対する敵視姿勢が進行したキューバと国交を断絶した。断絶状態は、2015年7月の国交回復まで続いた。
- 1962年2月-2015年1月、キューバとの貿易と投資の断絶・経済制裁。アメリカ政府（ケネディ大統領・民主党）は、人道目的の例外として食料と医薬品を供給する以外は、キューバとの貿易、資本投資を大統領命令で禁止する経済制裁を実施した。キューバに対する経済制裁は、2015年1月にアメリカ政府（オバマ大統領・民主党）がキューバへの渡航制限や金融制裁の緩和を発表するまで続いた[4]。
- 1962年10月、キューバのミサイル危機。アメリカ政府（ケネディ大統領・民主党）は、ソ連がキューバにアメリカを標的にしたミサイル基地を建設していることに対して、キューバをアメリカ軍で海上封鎖し、アメリンとソ連の首脳会談でソ連のフルシチョフ書記長に対して、ミサイル基地を撤去するか、アメリカとソ連の戦争で決着を付けるかの選択を要求した。フルシチョフ書記長はアメリカとの全面戦争を恐れて、ケネディ大統領の要求を受け入れてミサイル基地の撤去し、ケネディ大統領はフルシチョフ書記長の要求を受け入れてトルコに配備していたミサイル基地を撤去し、アメリカとソ連の全面戦争は回避された。
- 1963年11月、ベトナムのゴ・ディン・ディエム政権の打倒。アメリカ政府（ケネディ大統領・民主党）は、北ベトナムや南ベトナム解放戦線による南ベトナムの共産化を抑止するために、アメリカ政府に協力的なゴ・ディン・ディエム政権を支援していたが、共産主義者、仏教徒、南ベトナム解放戦線の協力者に対するゴ・ディン・ディエム大統領の弾圧政策は、南ベトナム国民の多数派の支持を得られないと判断し、南ベトナム国民の多数派から支持されアメリカに協力的な政権を樹立するために、ズオン・バン・ミン将軍のクーデターとゴ・ディン・ディエム大統領の暗殺を支援した。
- 1967年6月、第三次中東戦争のイスラエルの占領地拡大を黙認。アメリカ政府（ジョンソン大統領・民主党）と議会（上院・下院とも民主党が多数派）は、第三次中東戦争でイスラエルがヨルダン川西岸全域、ガザ地区、シナイ半島、ゴラン高原、東エルサレムを占領したことに対して、国連安保理でイスラエルに占領地からの撤退を求める決議に賛成投票したが、実態としてはイスラエルの武力行使と占領地拡大を黙認した。
- 1968年6月、小笠原諸島の日本への返還。アメリカ政府（ジョンソン大統領・民主党）は、第二次世界大戦中の1945年以後占領統治していた小笠原諸島を日本に返還した。
- 1970年3月、カンボジアのロン・ノル将軍のクーデターを支援。アメリカ政府（ニクソン大統領・共和党）は、中国に協力的なカンボジアのシアヌーク王政を打倒し、アメリカに協力的な政権を樹立することを目的として、ロン・ノル将軍のクーデターと政権樹立と体制変革を支援し操った。
- 1972年2月、中華人民共和国の承認と交流復活。ニクソン大統領（共和党）は中国を訪問し、アメリカ政府は中華人民共和国政府を中国を代表する唯一の政府として承認し、政治・経済の交流を復活させ、国交樹立に合意し、台湾の中華民国を中国を代表する政府との見解を撤回した。
- 1972年6月、沖縄諸島の日本への返還。アメリカ政府（ニクソン大統領・共和党）は、第二次世界大戦中の1945年以後占領統治していた沖縄諸島を日本に返還した。
- 1973年9月、チリのアウグスト・ピノチェト将軍のクーデターを支援。アメリカ政府（ニクソン大統領・共和党）は、社会主義政策を遂行するチリのサルバドール・アジェンデ政権を打倒し、アメリカに協力的な政権を樹立することを目的として、ピノチェト将軍のクーデターと政権樹立と体制変革を支援し操った。
- 1973年10月、第四次中東戦争の和平を調停。アメリカ政府（ニクソン大統領・共和党）とソ連政府は、第四次中東戦争の交戦国であるイスラエル、エジプト、シリアは、サウジアラビア、ヨルダン、クウェート、イラク、リビア、アルジェリア、チュニジア、スーダン、モロッコに対して、和平を調停し和平協定が成立し停戦した。
- 1977年9月、パナマ運河の管理権返還協定に署名。アメリカ政府（カーター大統領・民主党）とパナマ政府は、アメリカは1999年にパナマ運河の通行管理権をパナマに移管し、アメリカ軍をパナマから撤退させる協定に署名した。
- 1978年9月、イスラエルとエジプトの和平と国交樹立を調停。アメリカ政府（カーター大統領・民主党）の和平調停により、エジプトとイスラエルは相互に国家として承認するキャンプデービッド合意が成立、1979年3月、エジプト政府とイスラエル政府は和平条約に署名し、国交を樹立した。和平条約に基づき、イスラエルからエジプトへのシナイ半島の返還とイスラエル軍の撤退は、1982年に開始し1989年に完了した。
- 1979年1月、中華人民共和国と国交回復。アメリカ政府（カーター大統領・民主党）と中華人民共和国政府は国交を樹立し、アメリカ政府は中華民国政府（台湾）と国交断絶した。
- 1979年2月、イラン・イスラム革命。イランにキリスト教文化圏の考え方や政治経済制度が普及することを拒絶し、イランがアメリカの友好国としてアメリカに政治的経済的に協力することを批判し、イランをイスラム教で統治しようとする宗教指導者ホメイニ師とイスラム根本主義勢力は革命を起こし、パーレビ王政を打倒してイスラム政権を樹立した。
- 1979年11月、イランアメリカ大使館人質事件。イラン・イスラム革命勢力は、アメリン政府（カーター大統領・民主党）に対して、パーレビ国王の裁判のための身柄引渡し、パーレビ国王の財産のイランへの返還、イランにおけるアメリカの罪の認知と謝罪、アメリカが将来イランに干渉しないことを要求し、アメリカ大使館を占拠し、大使館員を人質として監禁し、1981年1月20日まで人質の拘束を継続した。
- 1979年11月、イランと国交断絶。アメリカ政府（カーター大統領・民主党）は、イラン・イスラムで、アメリカに協力的な王政が打倒され、イスラム政権が樹立され、革命勢力がイランのアメリカ大使館を占拠し、大使館員を人質として監禁したことに対して、イランと国交を断絶し、アメリン国内にあるイラン政府の資産を封鎖した。
- 1979年12月-1989年2月、アフガニスタンのムジャーヒディーンへの支援。アメリカ政府（カーター大統領・民主党）は、ソ連がアフガニスタン侵攻に対して、ソ連の中東やインド洋への影響力拡大を阻止するために、ソ連軍と戦うアフガニスタンの武装民兵とイスラム義勇兵に対して資金と武器を援助し、1989年3月にソ連軍が撤退するまで（歴代大統領はカーター・民主党、レーガン・共和党、ブッシュ・共和党）ムジャーヒディーンに対する支援を継続した。
- 1979年2月-1990年7月、イラクのフセイン政権への支援。アメリカ政府（歴代大統領は、カーター・民主党、レーガン・共和党、ブッシュ・共和党）は、イラン・イスラム革命の影響が中東全域への浸透を阻止する目的で、イラクのフセイン政権に資金・武器・技術を提供し、イラン-イラク戦争を戦うフセイン政権に支援し、アメリカのイラクへの支援はイラクがクウェートに侵攻してアメリカとイラクが敵対関係になるまで継続した。
- 1979年-1990年、ニカラグアのコントラへの支援。アメリカ政府（歴代大統領は、カーター・民主党、レーガン・共和党、ブッシュ・共和党）は、ニカラグアのサンディニスタ革命政権を打倒し、アメリカに協力的な政府を樹立することを目的として、サンディニスタ革命政権と内戦を戦う反政府武装民兵コントラを、1990年の停戦まで支援し操った。
- 1982年3月-2004年10月、リビアへの経済制裁。アメリカ政府は（レーガン大統領・共和党）は、1982年3月にリビアの石油の輸入を禁止し、1985年4月に食料品と医療品以外の全ての貿易と融資を禁止し、2004年の制裁解除まで経済制裁を継続した。

## 冷戦後の外交政策
- 1990年8月-2003年4月、イラクへの経済制裁。アメリカ政府（ブッシュ大統領・共和党）は、クウェートに侵攻し占領したイラクに対して、食料品・医の支援や、食料品・医療品の購入に必要な石油輸出を例外として経済制裁を実施し、2003年4月にフセイン政権が打倒されるまで（歴代大統領はブッシュ・共和党、クリントン・民主党、ブッシュ・共和党）制裁を継続した。
- 1991年10月、パレスチナ和平会議の開催。アメリカ政府（ブッシュ大統領・共和党）は、ソ連政府、スペイン政府とともに、パレスチナ紛争の解決をめざし、イスラエルとパレスチナ、および、イスラエルと和平条約を締結していない周辺国との和平条約の成立をめざす多国間の会議を開始した。
- 1994年10月、イスラエルとヨルダンの和平と国交樹立を調停。アメリカ政府（クリントン大統領・民主党）は、イスラエルとヨルダンの和平を調停し、イスラエル政府とヨルダン政府は相互に国家として承認する条約に署名した。
- 1995年3月、イランとの貿易と投資を禁止・経済制裁。アメリカ政府（クリントン大統領・民主党）は、イランに対して貿易・投資を禁止する経済制裁を実施した。
- 1995年7月、ベトナムと国交回復。アメリカ政府（クリントン大統領・民主党）とベトナム政府は、ベトナム戦争以来断絶していた国交を回復した。
- 1998年10月、イラク解放法の可決と署名。アメリカ議会（上院・下院とも共和党が多数派）は、イラクのフセイン政権が湾岸戦争の停戦条件である大量破壊兵器の査察に協力しないので、大量破壊兵器の査察と破棄のために、フセイン政権を打倒してイラクを体制変革することを目的とする、イラク解放法（Iraq Liberation Act）を下院は賛成360-反対36、上院は全員賛成で可決し、クリントン大統領（民主党）が署名して成立した。
- 1999年12月、パナマ運河の管理権の返還とアメリカ軍の撤退。アメリカ政府（クリントン大統領・民主党）はパナマ運河の管理運営・警察・軍事権をパナマに返還し、アメリカ軍はパナマから撤退した。
- 2000年7月、イスラエルとパレスチナの和平を調停。アメリカ政府（クリントン大統領・民主党）は、イスラエル政府とパレスチナ自治政府の和平の調停を試みたが、イスラエル政府とパレスチナ自治政府の合意は成立しなかった。
- 2001年、在パナマの陸軍米州学校をジョージア州フォートベニングに移転、「西半球安全保障協力研究所」と改称。（南方軍本部は97年にマイアミに引き揚げている）
- 2001年12月、アフガニスタンの占領統治開始。アメリカはアフガニスタン戦争でアフガニスタンのタリバーン政権を崩壊させ、アメリカ軍はアフガニスタンの占領統治を開始した。
- 2002年6月、アフガニスタンの占領統治終了。アメリカ政府（ブッシュ大統領・共和党）のアフガニスタン占領行政管理者からアフガニスタン暫定移行政府に行政権を返還し、占領統治は終了した。アフガニスタンの各民族・部族は各民族・部族の代表者による暫定移行政府の大統領を選出した。
- 2002年10月、イラクに対する武力行使の承認。アメリカ議会（上院・下院とも共和党が多数派）は、イラク政府が湾岸戦争の停戦条件である大量破壊兵器の査察に協力しないこと、イラク政府が大量破壊兵器を開発し配備し、アメリカに対して使用する恐れがあることを理由に、イラクに対する武力行使を承認した。
- 2003年4月、パレスチナ和平ロードマップの提案。アメリカ政府（ブッシュ大統領・共和党）、ロシア政府、EU、国連は、パレスチナ政府とイスラエル政府による相互の国家承認、武力行使の停止により中東和平の実現をめざすロードマップを提言し、ロードマップの受け入れを表明したパレスチナ自治政府に財政支援を開始した。イスラエルにもパレスチナにも、相互承認・共存共栄をめざす勢力と、相互承認・共存共栄を拒絶し、相手を滅ぼすまで戦闘継続を主張する勢力の間で合意を形成できず、イスラエルとパレスチナの紛争の終結方法に関する考え方・政策の差異による、イスラエル国民の内部紛争と、パレスチナ国民の内部紛争、パレスチナ武装勢力に対するイスラエルの武力攻撃と、イスラエルに対するパレスチナ武装民兵の武力攻撃の応酬は、2007年8月時点で継続中である。
- 2003年4月、イラクの占領統治開始。アメリカはイラク戦争でイラクのフセイン政権を崩壊させ、アメリカ軍はイラクの占領統治を開始した。
- 2004年6月、イラクの占領統治終了。アメリカ政府（ブッシュ大統領・共和党）のイラク占領行政管理者はイラク暫定移行政府に行政権を返還し、占領統治は終了した。
- 2005年5月、ヤルタ会談に対する認識を変更。アメリカ政府（ブッシュ大統領・共和党）は、ルーズベルト大統領がヤルタ会談で、リトアニア、ラトビア、エストニアのソ連への併合、東ドイツ、ポーランド、ハンガリー、チェコスロバキア、ブルガリア、ルーマニア、アルバニアにソ連の傀儡の共産党政権を作り、ソ連の勢力圏にすることを容認したことは、前記の諸国の人々に大きな苦痛と被害を与えた失策であったと、アメリカ政府としての歴史認識の見直しを表明した。
- 2005年7月、極東国際軍事裁判の正当性を確認。アメリカ議会下院（共和党が多数派）は、極東国際軍事裁判とその判決・執行は正当・有効であると決議した。
- 2006年5月、リビアとの国交回復。アメリカ政府（ブッシュ大統領・共和党）とリビア政府は国交を回復した。
- 2011年12月、イラク戦争終結とアメリカ軍の撤退。アメリカ軍（オバマ大統領・民主党）は、2011年12月18日に全部隊がクウェートに移動、撤収が完了し、アメリカ政府（オバマ大統領・民主党）は、イラク戦争終結を終結を正式に宣言した。
- 2015年7月、キューバとの国交回復。そして、2014年12月17日にアメリカ合衆国大統領オバマ（民主党）とキューバの国家評議会議長ラウル・カストロは国交正常化交渉の開始を電撃発表した。[5]数か月以内に大使館を開設し、銀行や通商関係の正常化を話し合うことでも合意した。両国政府は2013年からカナダ政府とローマ教皇フランシスコの仲介で、秘密裏に交渉を続けてきた。2015年4月にアメリカ政府（オバマ大統領・民主党）はキューバの「テロ支援国家」指定を解除すると発表した。[6]その後の45日間にアメリカ連邦議会（上下院ともに共和党が多数派）も解除に反対しなかったことから、同年5月29日にリストの除外が正式に決定した。 2015年7月20日にアメリカとキューバ相互に大使館が再び開設され、1961年1月に断交して以来54年ぶりに国交が回復した。
- 2017年6月、キューバの経済制裁再強化。アメリカ政府（トランプ大統領・共和党）は、前アメリカ政府（オバマ大統領・民主党）が実施した制裁緩和措置の一部を大統領命令で撤廃または制限する経済制裁再強化を実施した。具体的には、キューバへの個人渡航の規制を再度強化するほか、軍関連の企業との新規取引を原則として禁止する。[7]

## アメリカの戦争と外交政策の傾向
- アメリカは植民地時代も、建国後の領土拡大時代も、大国となってから第二次世界大戦終結までの時期も、第二次世界大戦終結後から冷戦終結までの時期も、冷戦終結後から2018年11月時点に至るまでも、戦争や武力行使を頻繁に繰り返してきた。また、第二次世界大戦の対日・対独を最後に、合衆国憲法で「議会による宣戦布告」を義務付けながらそれが実行された戦争はない。
- アメリカの戦争・武力行使により、アメリカのインディアン、エスキモー、太平洋諸島民、アメリカに侵攻された各国の軍人、非戦闘員である市民が大量に殺傷され、生活と仕事や社会基盤が破壊されてきた。
- 第二次世界大戦終結・国連設立以後のアメリカの戦争・武力行使の事例のうち、国連安保理の承認がある戦争・武力行使は、1950-1953年の朝鮮戦争、1991年の湾岸戦争、1992-1994年のソマリアへのPKFの派遣、1994年のハイチへのPKFの派遣、2003年のリベリアへのPKFの派遣、2003年のハイチへのPKFの派遣、2011年のリビア内戦のオデッセイの夜明け作戦であり、それ以外は国連安保理の承認がない戦争・武力行使である。
- アメリカは外交政策において、アメリカ政府・議会の多数派の目的と、政治的、経済的、軍事的な利益を追求することに都合が良いと判断した場合には、独裁政権を支援することもある。アメリカ政府が武力行使の目的として宗教的・思想的な理想を主張する場合は、本質的な目的を隠蔽するための偽装であるか、または、根本的な目的に対する派生的・従属的な目的である。

### アメリカの戦争・武力行使・外交政策
- アメリカ合衆国政府ポータルサイト
  - 戦争の歴史
- アメリカ合衆国陸軍士官学校
- アメリカ合衆国陸軍の戦争の歴史
- アメリカ合衆国陸軍の遺産と教育センター
  - アメリカ合衆国陸軍の戦争歴史館
- アメリカ合衆国海軍歴史センター
  - アメリカ合衆国海軍の戦争と紛争の歴史 - ウェイバックマシン（2000年12月9日アーカイブ分）
- アメリカ合衆国空軍大学
  - 戦争の歴史
- List of United States Military History Events
  - Military History of The United States
    - Indian Wars

  - アメリカ合衆国国務省
  - 外交政策年表
    - アメリカ合衆国外交史年表
- 中南米年表　その３

### アメリカの政府・議会・政策・法律
- アメリカ合衆国大統領官邸
  - アメリカ合衆国国務省
    - 秘書事務局
      - 法律顧問 
        - 条約の情報

    - アメリカンセンターJAPAN
      - アメリカ合衆国憲法（日本語版・仮翻訳）
- アメリカ合衆国上院
- アメリカ合衆国下院
- アメリカ合衆国連邦議会図書館
  - アメリカ合衆国憲法
- アメリカ合衆国国立公文書館
  - アメリカ合衆国憲法
- List of Current United States Governors

### 大統領・連邦議会議員・州知事の選挙結果
- The President of the United States
- Atlas of U.S. Presidental Elections 
  - United States Presidential Election Results
- United States Senate
  - Party Division in the Senate 1789-Present
- United States House of Representatives
  - House History
- Elections in the United States
  - United States Presidential Election
  - United States Senate Elections
  - United States House of Representatives Elections
- List of United States Congresses
- United States Senators
  - List of Current United States Senators
- United States House of Representatives
- Lists of United States Governors